# Cuitegi
Cuitegi är en kommun i Brasilien.   Den ligger i delstaten Paraíba, i den östra delen av landet, 1 700 km nordost om huvudstaden Brasília. Antalet invånare är 6 889.
Omgivningarna runt Cuitegi är en mosaik av jordbruksmark och naturlig växtlighet. Runt Cuitegi är det ganska glesbefolkat, med 42 invånare per kvadratkilometer.